# Matt Letley
Matt Letley, född 29 mars 1961 i Gillingham Kent, Storbritannien. Trummis i det brittiska boogierock-bandet Status Quo åren 2000-2012. Han har tidigare spelat med bl.a. Bob Geldof, A-ha, David Essex, Hank Marvin, Kim Wilde och Vanessa Mae.

## Fotnoter
1. ↑  Tjeckiska nationalbibliotekets databas, NKC-ID: xx0201522, läst: 17 december 2022.[källa från Wikidata]